# Lilbourn, Missouri
Lilbourn, Missouri (енгл. Lilbourn) град је у америчкој савезној држави Мисури.

## Демографија
По попису из 2010. године број становника је 1.190, што је 113 (-8,7%) становника мање него 2000. године.
| Група             | 2000.       | 2010.       |
| Белци             | 853 (65,5%) | 759 (63,8%) |
| Афроамериканци    | 426 (32,7%) | 406 (34,1%) |
| Азијати           | 1 (0,1%)    | 0 (0,0%)    |
| Хиспаноамериканци | 15 (1,2%)   | 3 (0,3%)    |
| Укупно            | 1.303       | 1.190       |